# Tipula (Yamatotipula) quadrivittata subsulphurea
Tipula (Yamatotipula) quadrivittata subsulphurea is een ondersoort van de tweevleugelige Tipula (Yamatotipula) quadrivittata uit de familie langpootmuggen (Tipulidae). De ondersoort komt voor in het Palearctisch gebied.